# Зара Гарстік
Зара Гарстік (нім. Sara Harstick, 8 вересня 1981) — німецька плавчиня.
Призерка Олімпійських Ігор 2000, 2004 років.
Призерка Чемпіонату світу з водних видів спорту 2001 року.